# 3-Jodobenzyloguanidyna
3-Jodobenzyloguanidyna (mIBG, jobenguan) – organiczny związek chemiczny, pochodna guanidyny. Jako radiofarmaceutyk znakowany jodem-123 albo jodem-131 stosowana jest w diagnostyce różnych typów guzów neuroendokrynnych i neuroblastoma.